# 金庚徳
金 庚徳（キム・キョンド、1971年8月3日 - ）。
韓国名 : 金庚徳(キムキョンド)
日本名 : 吉川庚一(ヨシカワコウイチ)
国籍 : 大韓民国
言語 : 日本語、韓国語、英語
あだ名 : トク、コウトク、ヨッチ、キョン、キョンキョン、キンちゃん、キッカワ
両親、弟、妹、3人兄弟の長男。
東京都港区出身の在日韓国人2世
本籍地 : ソウル鐘路区明倫洞
曾祖父は朝鮮領事館の領事として来日。朝鮮戦争が始まり帰る国がなくなりそのまま日本に留まる。
曾祖父が亡くなった後に曾祖母が六本木に「焼肉 鐘路苑」を開店。
1971.8.3港区の愛育病院にて命を受ける。
その後ハワイへ移住し幼少期を過ごす。
Island annex paradise school
帰国後
世田谷区立松ヶ丘小学校(3〜4年生)
世田谷区立烏山小学校(5〜6年生)
世田谷区立弦巻中学校(1〜3年生)
東京都立世田谷工業高等学校(1年生時に中退)
高校中退後、父の友人の紹介により越後湯沢のスキー場にて三浦雄一郎&スノードルフィンスキースクールが併設経営するレストランの皿洗いとして入所。
同校スキーインストラクターを経て三浦雄一郎&スノードルフィンスキーチーム退所後プロスキーヤーに。
元プロスキーヤー樋口不二夫氏を師と仰ぎ、現プロスキーヤー庄司克史氏を兄貴分と仰いでいる。
全日本フリースタイル東京都大会出場
全日本フリースタイル長野県大会出場
全日本フリースタイル選手権大会出場
1990年大韓民国冬季国民体育会出場(アルペン競技 SL,GSL,DH)
USAプロモーグルツアー参戦(Colorado,California round)
※USAプロモーグルツアーに参戦した初の韓国人選手である。
その後は持っているスキー知識を活かしモーグル大会やスキーイベントを始め、W杯モーグル日本ラウンドのMCも務めテレビ、雑誌などでも活躍。
90年代後半結婚を機にスキー業界を離れ、各事業毎の法人を次々と起業しコンサルタント、スポーツマネージメント、外食事業に取り組む。
パチンコ・スロット販売の正規代理店業法人も営む。
赤坂で経営していた会員制焼肉店「炭火焼肉しょうろ苑」は芸能関係を始め、各界アスリート、著名人御用達の繁盛店だったが両親、妹の他界による心身疲弊と事業方向転換のために2018年に惜しまれながら閉店。
現在は中野の野方、国立に炭火焼肉丼専門店 牛めし家をプロデュースしそのマネージメント事業に力を入れている。
飲食店舗のコンサルタントセミナーの開催や現場での直接レクチャーコンサルも行っている。
ハワイへの事業展開も考察中。
厳格で相当怖かった父親には反抗できなかった。
学生時代は自己中心型の不良であり、警察や家庭裁判所に何度も足を運んだとのこと。
母親は相当手を焼いたと語っている。
ハードロックコピーバンドを組んでいた。
座右の銘は「弱肉強食」
現在は友人数がとても多く各界にも幅広い人脈を持っている。
地元愛がとても強い。
愛息とスポーツ全般をこよなく愛する良くも悪くも真っ直ぐな感情家である。
趣味はサッカープレー(フットサル)、ギター演奏、お酒。
長野オリンピックモーグル女子金メダリスト里谷多英は仲の良い妹分である。
プロサッカー選手の李忠成を弟のように可愛いがっており、各ドキュメンタリー番組、書籍には先輩としてコメントを出している。
特に仲の良いサッカー選手
宇野沢祐次・李忠成・菅沼実・鎌田次郎・権田修一
世田谷区立烏山小学校出身。
SIAM SHADEのボーカルHIDEKIとは小学生時代の同級生。
世田谷区立弦巻中学校出身。
同校卒業生のうち、1992年バルセロナオリンピック柔道男子78kg級金メダリストの吉田秀彦は2学年上の先輩。
同じく同校卒業生のサッカー日本代表GK権田修一とも周知の仲。
テレビ番組イカすバンド天国にてグランドチャンピオンに輝いたLITTLE CREATURESのベーシスト鈴木正人とは小学生時代からの同級生で大親友である。
浜松町にある焼肉くにもと新館の国本社長を師と仰ぐ。
| スタブアイコン | サブスタブ | この項目は、まだ閲覧者の調べものの参照としては役立たない、人物に関連した書きかけの項目です。この項目を加筆・訂正などしてくださる協力者を求めています（P:人物伝/PJ:人物伝）。 |